# Маргарита Прусська
Маргарита Беатриса Феодора Прусська (нім. Margarethe Beatrice Feodora von Preußen, 22 квітня 1872 — 22 січня 1954) — єдина королева-консорт Фінляндії протягом 9 жовтня—18 грудня 1918 року, уроджена німецька принцеса з династії Гогенцоллернів, донька імператора Німеччини Фрідріха III та британської принцеси Вікторії, дружина короля Фінляндії, титулярного ландграфа Гессен-Касселю, Фрідріха Карла.

## Біографія

### Дитинство та юність
Народилась 22 квітня 1872 року у Новому палаці Потсдаму. Була восьмою дитиною та четвертою донькою в родині кронпринца Пруссії Фрідріха та його дружини Вікторії Саксен-Кобург-Готської. Мала старших сестер Шарлотту, Вікторію та Софію й братів Вільгельма, Генріха та Вальдемара. Ще один брат помер від менінгіту в ранньому віці до її народження. Їхній дід з батьківського боку, Вільгельм I, в цей час правив Німеччиною, бабуся по материнській лінії, Вікторія, була королевою Великої Британії.
До моменту хрещення новонародженої її голова була вже покрита коротким волоссям, через що дівчинка отримала прізвище Моссі від англ. mossy — моховита. Хрещеними батьками стали імператор Бразилії Педру II та кронпринцеса Італії Маргарита Савойська.

Жила родина, переважно, у Палаці Кронпринца в Берліні та Новому палаці Потсдаму. Мати виховувала доньок за прикладом власного дитинства. Перевага надавалася всьому англійському. Старші діти були улюбленцями дідуся та бабусі з батьківської лінії, в той час як три найменші принцеси в значній мірі ними ігнорувалися. Смерть брата Вальдемара у 1879 році ще більше зблизила Вікторію, Софію та Маргариту з батьками, особливо з матір'ю, яка називала їх «моє тріо».

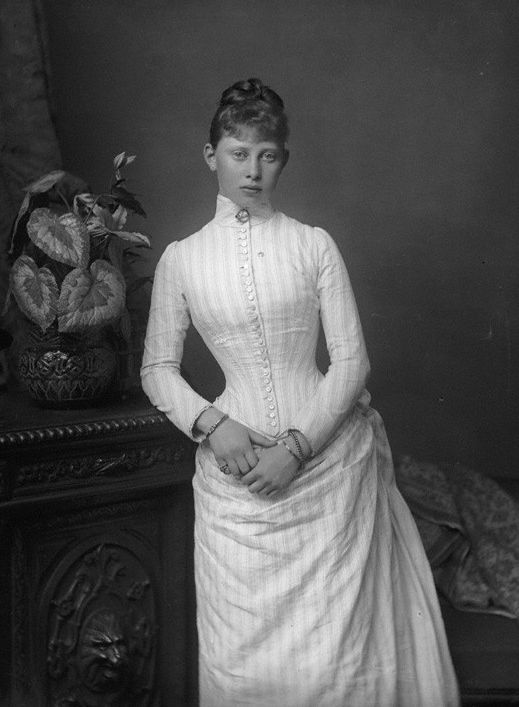
Світлина принцеси Маргарити роботи А. Бассано, 1887

У березні 1888 року батько Маргарити став королем Пруссії та німецьким імператором. Втім, він вже був важко хворим і правив лише три місяці, після чого трон посів її брат Вільгельм. Оскільки Вікторія мала напружені стосунки зі своїм первістком, і той претендував на Новий палац у Постдамі, то жінка вже у вересні 1888 року придбала віллу із ділянкою землі у Кронберзі і переїхала туди із молодшими доньками. Після подальшого розширення своїх земельних володінь, вона замовила будівництво палацу, який отримав назву Фрідріхсгоф і був завершений 1893 року. Хоча спочатку він призначався лише для літнього проживання, проте був обладнаний небувалими нововведеннями, такими як центральне опалення, вантажний ліфт та електричне освітлення, мав санвузли з гарячою та холодною водою.
В будівлі були зібрані численні витвори мистецтва та велика бібліотека.
У жовтні 1889 року Софія взяла шлюб із кронпринцом Греції, а Вікторія у листопаді 1890 побралася із принцом Шаумбург-Ліппе. До Маргарити, яка вважалася найпопулярнішою із сестер кайзера та підтримувала добрі стосунки з багатьма членами родини, у 1892 році почав залицятися Фрідріх Карл Гессен-Кассельський. Втім, принцеса обрала об'єктом своїх симпатій його товариша, принца Макса Баденського. Той, будучи гомосексуалом, дав їй зрозуміти, що шлюб його не цікавить, після чого Маргарита відповіла Фрідріху Карлу взаємністю.

### Шлюбне життя

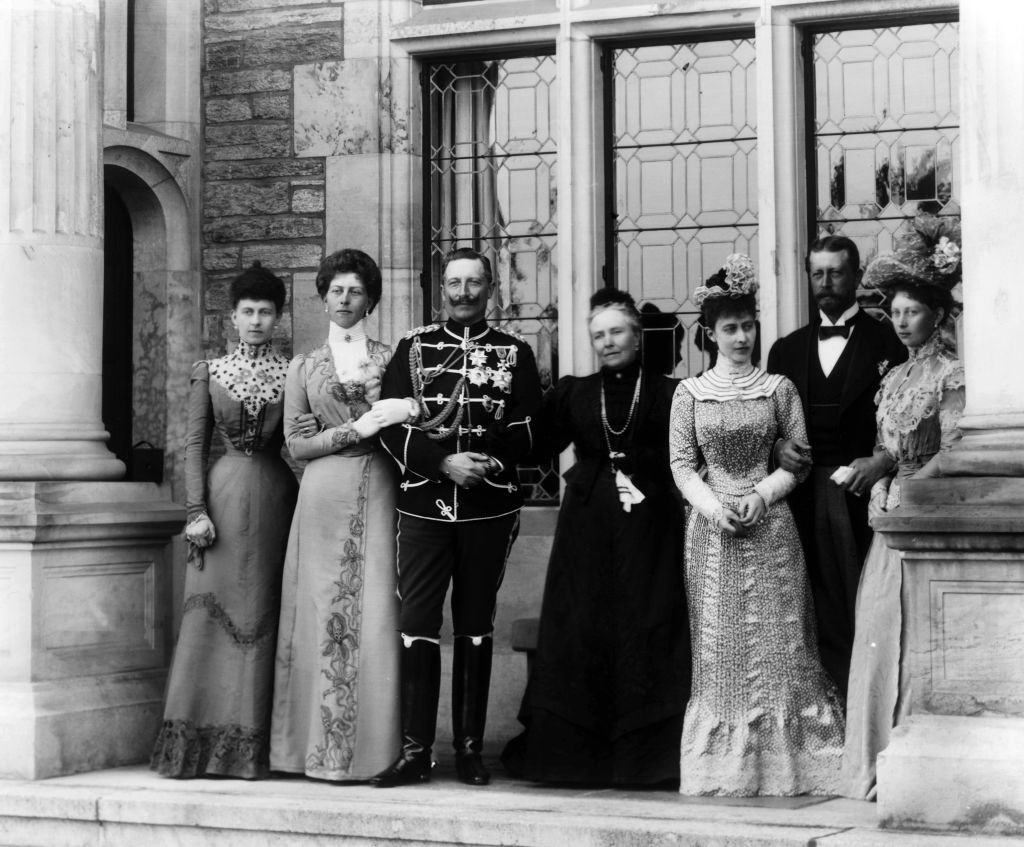
Маргарита (крайня справа) із матір'ю та сиблінгами, травень 1900

У 20 років Маргарита побралася із 24-річним принцом Фрідріхом Карлом Гессен-Кассельським, молодшим братом титулярного ландграфа Александра Фрідріха. Землі ландграфства після австро-прусської війни 1866 року були анексовані Пруссією, тож кайзер Вільгельм деякий час виступав проти союзу сестри із «другорядним принцом», однак пізніше погодився через її власну «політичну незначущість». Наречені доводились одне одному троюрідними братом і сестрою, однак звертанням до Маргарити було Ваша Королівська Високість, у той час як до Фрідріха Карла — Ваша Високість. Незважаючи на різницю у статусі, шлюб виявився дуже щасливим. Після весілля, яке відбулося 25 січня 1893 у Берлінському палаці, пара оселилася у замку Румпенгайм в Оффенбасі. У них народилося шестеро синів, у тому числі дві пари близнюків.
За вихованням хлопчиків доглядали англійські няньки. В домі не було сліду прусського войовничого духу. Відносини батьків із дітьми були дуже близькими. За спогадами Філіпа, до 1914 року сімейство кожного року навідувало Британію.
Оскільки Вільгельм II не прийняв відставку Фрідріха Карла з військової служби, вважаючи, що армія необхідна людині «філософського та меланхолійного складу», принц у 1899 році був відкомандирований до піхотного полку № 81, розквартированого у Франкфурті. До 1911 року родина проводила в цьому місті зимові місяці, орендувавши будинок на березі Майну за адресою Untermainkai 12. Маргарита, як член королівської родини, мала право на охорону, однак цією прерогативою не користувалася.
Принцеса була сильною особистістю і завжди здавалася більш надійною та приземленою, ніж її чоловік. Разом з тим, Фрідріх Карл був улюбленим зятем її матері. Вікторія заповіла їм свій палац Фрідріхсгоф, куди вони переїхали вже у 1902 році після її смерті. Там їх майже щоліта навідувала сестра Маргарити, Софія, з родиною, так само й вони приїжджали до Афін. Замок Румпенгайм, хоча й підтримувався у належному стані, заселеним не був, на превеликий жаль Фрідріха Карла. В той час було вкрай нетрадиційним життя у будинку дружини. Їхній син Вольфганг згодом згадував, що Румпенгаймський замок «мав певний запах, який мають старі замки і який ніколи не існує в новому будинку».
Після Сараєвських подій літа 1914 року Маргарита та її сестра Софія у супроводженні принців Філіпа та Вольфганга відвідали Англію. 14 липня вони мали обід у Мальборо-хаус із королевою Александрою, Георгом V і Марією Текською. Думка королеви Александри про неминучість війни дуже засмутила сестер кайзера, і вони негайно зв'язалися з послом Німеччини у Лондоні, князем Ліхновським. Той запевнив обох дам, що небезпеки війни немає — у всякому випадку, з Англією. Наприкінці липня вони повернулися до Німеччини на одному з останніх кораблів. Згодом Вольфганг згадував, що ніхто з них не міг повірити, що дві країни почнуть війну, проте дорогою додому вони зустріли численні тривожні ознаки: солдати на усіх вокзалах, піраміди багажу та атмосфера надзвичайної напруги.
Під час Першої світової війни троє старших синів Маргарити та її чоловік брали участь у бойових діях. Двох найстарших — батьківських улюбленців — було вбито, Фрідріх Карл отримав важке поранення вже 7 вересня і став не придатним до служби. За спогадами Вольфганга, матір протягом багатьох років майже кожного дня ходила пішки з Фрідріхсгофа до замку Кронберг, аби побачити могили синів.
Після зречення імператора Миколи II у березні 1918 року фінський престол був вакантним, а монархічна більшість в Сенаті Фінляндії вимагала нового правителя. 9 жовтня 1918 року королем було обрано Фрідріха Карла Гессен-Кассельського. Ландграф прийняв  фінську парламентську делегацію у Кронберзі і відкликав синів із військових відряджень, аби обговорити це питання, а також почав вивчати фінську мову. Втім, через поразку Німеччини у війні, зречення кайзера Вільгельма та погрози держав-переможниць бойкотувати Фінляндію, чоловік Маргарити відмовився від престолу 14 грудня 1918 року, так і не прибувши до своїх володінь.

### Після падіння монархії
В ході Листопадової революції сімейство ландграфа отримувало погрози щодо можливого вбивства. Фрідріх Карл подумував перевезти сім'ю до більш безпечного місця, але зрештою вирішив евакуювати лише документи та інші цінності. Фізичних нападів на родину не було.
Після завершення Першої світової війни, від червня 1919 року до ратифікації німцями Версальського договору, у Фрідріхсгофі розміщувалася військова адміністрація французької окупаційної влади, «всі контакти із зовнішнім світом, включаючи пошту, телефон та подорожі, були перервані». Родина протягом цього часу жила у котеджі поблизу. У 1920-х утримувати замок через інфляцію стало дуже важко. Було прийняте рішення закрити три чверті замка, й сім'я переїхала до крила, де велося домашнє господарство. Окремі твори мистецтва доводилося продавати, але інвентар імператриці Вікторії залишався, в основному недоторканим. Від резиденції у Франкфурті також довелося відмовитися, замість неї орендували більш скромне сусіднє приміщення за адресою Untermainkai 8.
Як писав Сіґурд фон Ільземанн, ландграфиня всім серцем прагла повернення брата на престол. 
У вересні 1925 року принц Філіп узяв шлюб з італійською принцесою Мафальдою. Оскільки наречена була католичкою, Вільгельм II вчинив тиск на родину сестри, аби ніхто з них не їхав на вінчання пари до П'ємонту. Маргарита та Фрідріх Карл виправили ситуацію, зробивши візит до Риму невдовзі після весілля. До невістки вони ставилися з теплотою.
У тому ж 1925 році ландграф Александр Фрідріх зрікся прав на трон, і Фрідріх Карл став головою Гессенського дому й титулярним правителем Гессен-Касселю, отримавши, зрештою, предикат Королівської Високості, як і його дружина. Аби уникнути націоналізації князівської власності, у 1928 році був створений Гессенський фонд, до складу якого, окрім іншого, увійшли замок Фрідріхсгоф, Румпенгаймський замок і маєток Панкер в однойменній громаді, де народився Фрідріх Карл.
Ще до створення Третього Рейху троє з виживших синів Маргарити приєдналися до лав НСРПН: Філіп — у 1930 році, Крістоф — у 1931, Ріхард —у 1932. Вольфганг долучився до націонал-соціалістів у квітні 1933 після ідеологічної підготовки. Як зазначала Софія Грецька, у лютому 1933 року над замком Кронберг майорів нацистський прапор, що привернуло велику увагу та було розцінено як сигнал того, що сім'я ландграфа публічно прийняла націонал-соціалізм. Фрідріх Карл і Маргарита приєдналися до НСРПН лише 1 травня 1938 года (членські номери 4814689 та 4814690), хоча до цього приймали у себе в Кронберзі фюрера на чай у 1931 та 1932 роках. Філіп представив вступ своїх батьків до партії як «подарунок Гітлера на день народження». Разом з тим, благодарчий лист ландграфині свідчить про її захоплення діяльністю рейхсканцлера.
У травні 1940 року Фрідріх Карл пішов з життя. У жовтні 1943 Маргарита втратила сина Крістофа. У 1944 році загинули її невістки Мафальда та Марія Александра. Ландграфиня під час і після Другої світової війни дбала про  своїх онуків, які жили разом із нею у Фрідріхсгофі.
У квітні 1945 року замок був конфіскований американськими окупаційними військами, які почали використовувати будівлю спочатку як казарми, згодом — як офіцерський клуб. Певний час тут розміщувалася резиденція головнокомандувача американськими військами в Європі Дуайта Ейзенхауера. Родина звільнила замок та котедж. Маргарита мешкала в будинку глави адміністрації ландграфа в сусідньому Шенбергу. За цей час значна частина колекцій та художніх цінностей Фрідріхсгофу була втрачена. У листопаді 1945 року американцями було викрадено сімейних коштовностей на суму понад 2000000 фунтів стерлінгів. Після звернення Маргарити та її невістки Софії до поліції, винні були заарештовані, але повернути вдалося лише 10% викраденого.
У 1953 році замок Фрідріхсгоф повернули у розпорядження Гессенського фонду. Маргарита повернулася до маєтку, але оселилася у котеджі на території.
Ландграфиня пішла з життя у Кронберзі 22 січня 1954 року. Була похована на родинному цвинтарі у дворі каплиці біля замку Кронберг. У тому ж році Фрідріхсгоф був перетворений на готель.

## Родина
Чоловік — Фрідріх Карл Гессен-Кассельський
Діти:

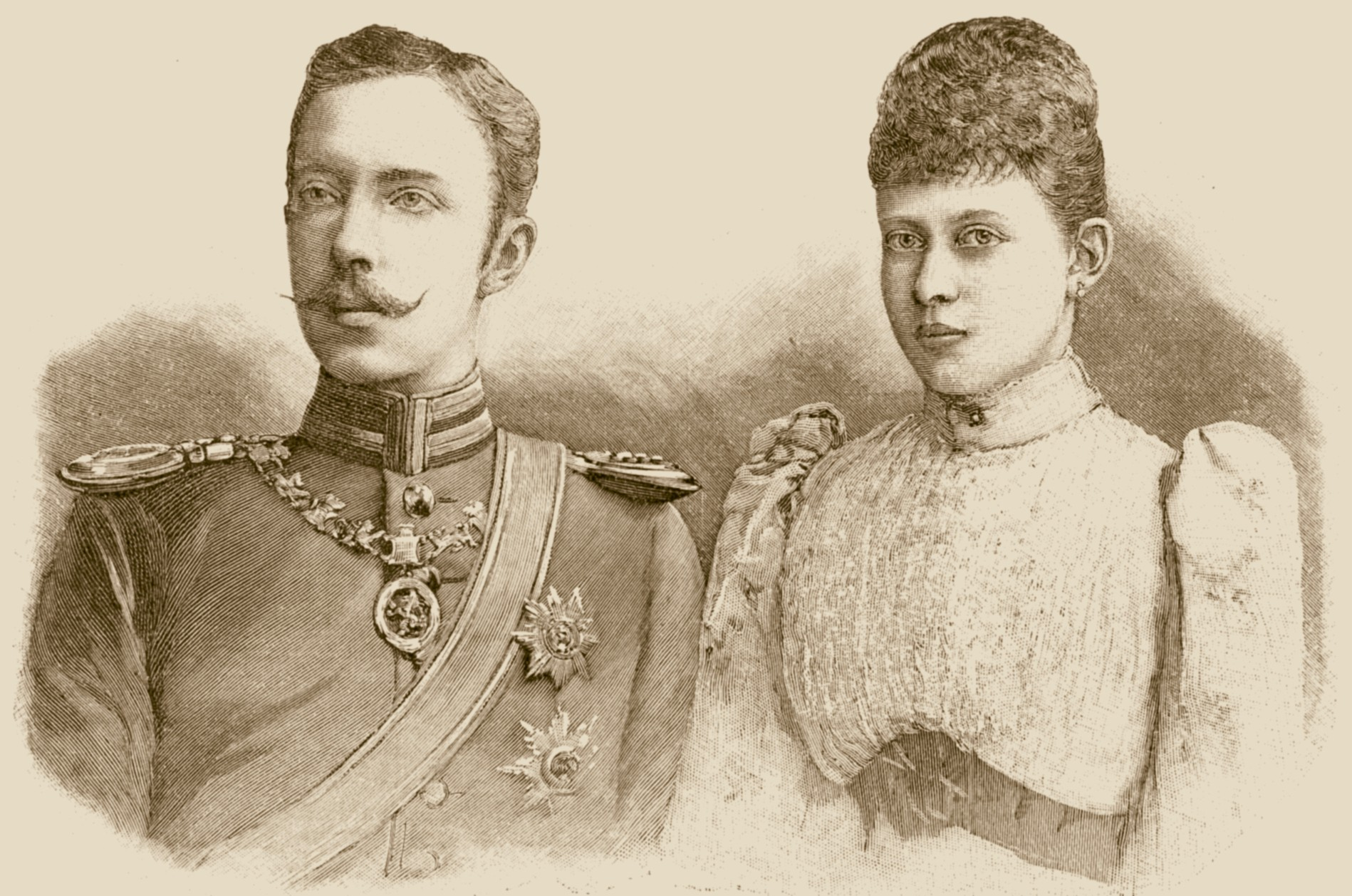
Фрідріх Карл і Маргарита, ілюстрація в журналі, 1893

- Фрідріх Вільгельм (1893—1916) — лейтенант німецької армії, одруженим не був, дітей не мав, загинув у Румунії під час Першої Світової війни;
- Максиміліан Фрідріх (1894—1914) — лейтенант німецької армії, одруженим не був, дітей не мав, загинув у Бельгії під час Першої Світової війни;
- Філіп (1896—1980) — близнюк Вольфганга, титулярний король Фінляндії та ландграф Гессену у 1940—1980 роках, обергрупенфюрер СА, був одруженим з італійською принцесою Мафальдою, мав трьох синів і доньку;
- Вольфганг (1896—1989) — близнюк Філіпа, був двічі одруженим, дітей не мав;
- Ріхард (1901—1969) — близнюк Крістофа, одруженим не був, дітей не мав;
- Крістоф (1901—1943) — близнюк Ріхарда, оберфюрер СС і майор люфтваффе, був одруженим із грецькою принцесою Софією, мав п'ятеро дітей.